# 匈牙利族小行星
匈牙利族小行星是與太陽的距離在1.78至2.00天文單位之間的一群主帶小行星，這群小行星有著低離心率（小於0.18），和介於16至34度之間的傾角，軌道週期大約為2.5年.，與木星的週期有著9：2的共振，與火星則是3：2 。它們是以家族中最大的匈牙利命名的，並且是最內層的小行星濃度密集區，橫亙在主帶小行星核心的內側，在與柯克伍德空隙的4：1共振的外側。 

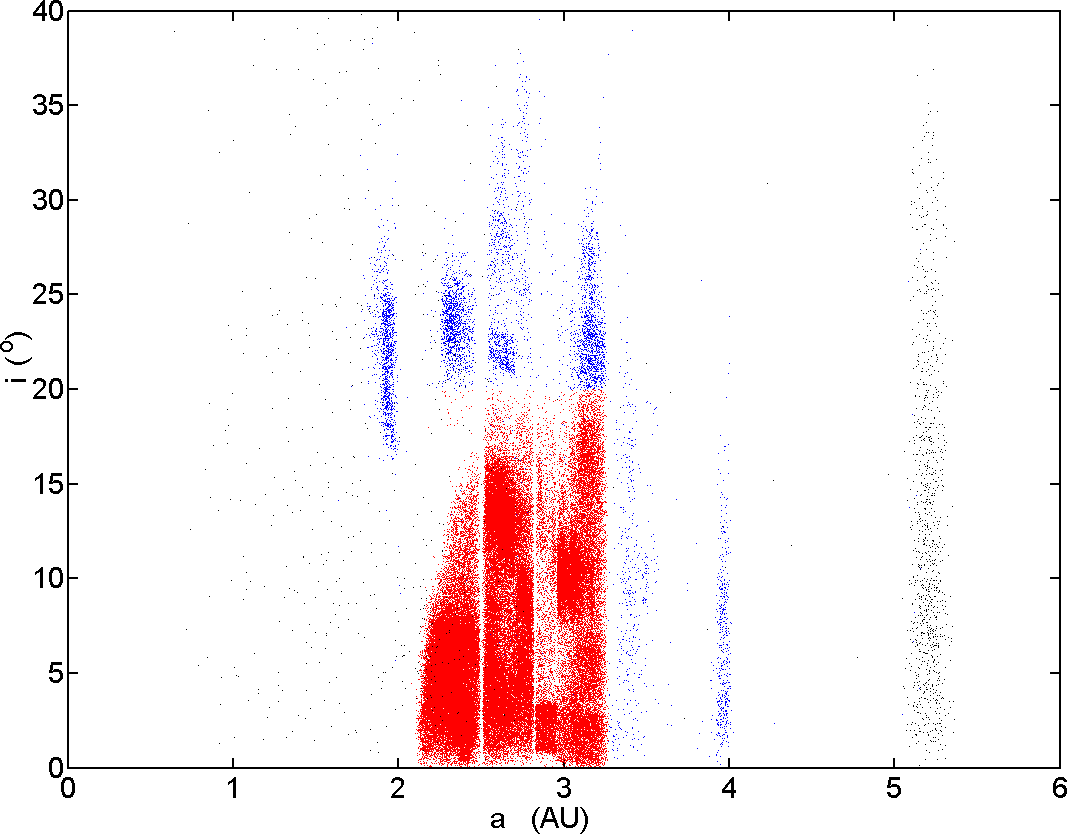
軌道在木星內側的小行星族，匈牙利族是在最左側頂端的密集區。以紅色顯示的是主帶小行星的核心區域。

## 類型
多數的匈牙利族小行星是E-型小行星，這意味著它們有極明亮的頑火輝石表面，並且反照率通常都在0.3以上。僅管它們有著高反照率，但因為體積太小和距離太遠，使用雙筒望遠鏡依然看不見：最大的匈牙利大約只有20公里的直徑，但是它們是業餘的望遠鏡可以定期看見的小行星。

## 起源
已經知道匈牙利族小行星的起源。與木星軌道有著4：1共振的位置，是軌道半長軸在2.06天文單位之處，會受到木星強大的攝動而強制進入一種非常偏心與不穩定的軌道，創造出最內側的柯克伍德空隙。在4：1共振的內側，小行星的軌道受到火星重力強大的影響，不同於4：1柯克伍德空隙之外，是低傾角的。因此，取代木星的影響，所有被驅趕至4：1的柯克伍德空隙內側的小行星，除了那些離火星軌道平面夠遠的小行星外，在存在於太陽系內的期間，都受到來自於火星的攝動。
這造成的情況是，儘管它們都是低離心率的，在4：1柯克武德空隙內側只留下高傾角的小行星。但是，即使在現在的太陽系歷史中，一些匈牙利族小行星會越過火星軌道，並且仍然可能受到火星的影響而被彈射出太陽系（不同於在主帶核心的小行星，該處是受到木星影響力支配的）。
火星軌道長期變化的影響，相信是移除匈牙利族小行星的一個關鍵因素。在最高的離心率上，類似於現今能觀測到的最大值，或是曾經更大一點點的，火星會對匈牙利族小行星產生影響，當它們在接近火星的遠日點附近通過軌道的升交點時，將強迫它們進入離心率更大和更不穩定的軌道。最終，在經歷了數百萬年之後，將形成生命短暫的阿莫爾型小行星和橫越地球的小行星。